# Återvinning (konkurs)
Återvinning innebär att avyttrade tillgångar kan återgå till en juridisk person. Främst används detta när tillgångar undangöms vid en konkurs. Återvinning kan begäras om tillgången sålts till undervärde. Det kan också gälla fordringar som betalats till en borgenär i strid mot regelverket om prioritering av fordringar, till exempel om någon betalar en vän man är skyldig pengar utan att betala sina bankräntor.